# Gabriele Detti
Gabriele Detti (* 29. August 1994 in Livorno) ist ein italienischer Freistilschwimmer, der Weltmeister 2017 über 800 Meter wurde und bei Europameisterschaften sechs Medaillen in Einzelwettbewerben holte.
Sein erster großer Erfolg war bei den Kurzbahneuropameisterschaften 2012 in Chartres der Vizeeuropameistertitel über 400 m Freistil in 3:41,66 min hinter dem Franzosen Yannick Agnel (3:37,54). Bei den Kurzbahneuropameisterschaften 2013 im dänischen Herning gewann er über 1500 m hinter dem Ungar Gergely Gyurta (14:30,26) und dem Färöer Pál Joensen (14:35,99) die Bronzemedaille mit einer Zeit von 14:36,43 min.
Bei Olympia 2012 in London schied er in seinem Vorlauf über 1500 m als Vierter aus und belegte den insgesamt 13. Rang. Bei den Europameisterschaften 2014 in Berlin erwies sich über 800 wie über 1500 Meter sein Landsmann Gregorio Paltrinieri als der Schnellste; Detti wurde hinter Pál Joensen jeweils Dritter in 7:49,35 min und 14:52,53 min.
2016 gewann er bei den Olympischen Sommerspielen in Rio de Janeiro die Bronzemedaille über 400 und 800 m Freistil. Bei den Weltmeisterschaften 2017 in Budapest gewann Detti über 800 Meter Freistil den Titel in neuer Europarekordzeit von 7:40,77 min.
2019 gewann er bei den Weltmeisterschaften über 400 m Freistil die Bronzemedaille. Mit 3:43,23 min stellte er dabei einen neuen nationalen Rekord auf.